# Zhu Ziqing

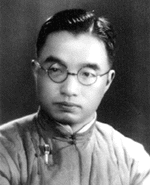
Zhu Ziqing

Zhu Ziqing (kinesiska: 朱自清, pinyin: Zhū Zìqīng), född 22 november 1898 i Donghai, död 12 augusti 1948 i Peiping, var en kinesisk poet och essäist.
Zhu studerade vid Pekinguniversitetet och blev under Fjärde maj-rörelsen en av de främsta pionjärerna för den kinesiska modernismen under 1920-talet. Han var en framstående författare inom både prosa och poesi men är mest känd för sina essäer.